# Atletica leggera ai Giochi della XXVI Olimpiade - Staffetta 4×100 metri femminile

Video della Finale

La staffetta 4×100 metri ha fatto parte del programma femminile di atletica leggera ai Giochi della XXVI Olimpiade. La competizione si è svolta nei giorni 2-3 agosto 1996 allo Stadio Olimpico del Centenario di Atlanta.

## Presenze ed assenze delle campionesse in carica
| Competizione        | Atleta      | Prestazione | Atlanta 1996 |
| ------------------- | ----------- | ----------- | ------------ |
| Olimpiadi 1992      | Stati Uniti | 42”11       | Presenti     |
| Commonwealth 1994   | Nigeria     | 42”99       | Presente     |
| Goodwill Games 1994 | Stati Uniti | 42”98       | Presenti     |
| Europei 1994        | Germania    | 42”90       | Presente     |
| Asiatici 1994       | Cina        | 43”85       | Non qual.    |
| Panamericani 1995   | Stati Uniti | 43”55       | Presenti     |
| Africani 1995       | Nigeria     | 43”43       | Presente     |
| Mondiali 1995       | Stati Uniti | 42”12       | Presenti     |

## Finale
| Pos | Paese       | Atleta                                                                 | Tempo |
| --- | ----------- | ---------------------------------------------------------------------- | ----- |
|     | Stati Uniti | Gail Devers Inger Miller Chryste Gaines Gwen Torrence                  | 41"95 |
|     | Bahamas     | Eldece Clarke Chandra Sturrup Savatheda Fynes Pauline Davis            | 42"14 |
|     | Giamaica    | Michelle Freeman Juliet Cuthbert Nikole Mitchell Merlene Ottey         | 42"24 |
| 4   | Russia      | Ekaterina Leshchova Gàlina Malchugina Natalia Voronova Irina Privalova | 42"27 |
| 5   | Nigeria     | Chioma Ajunwa Mary Tombiri Christy Opara Mary Onyali                   | 42"56 |
| 6   | Francia     | Sandra Citte Odiah Sidibé Patricia Girard Marie-José Pérec             | 42"76 |
| 7   | Australia   | Sharon Cripps Kylie Hanigan Lauren Hewitt Jodi Lambert                 | 43"70 |
| 8   | Regno Unito | Angie Thorp Marcia Richardson Simmone Jacobs Katharine Merry           | 43"93 |